# Bernard Bartoszak
Bernard Bartoszak (ur. 8 stycznia 1935, zm. 1 października 2020) – polski piłkarz grający na pozycji obrońcy.
Był wychowankiem Lubońskiego KS w którym trenowali również jego bracia Bogdan, Kazimierz i Edmund. Następnie był zawodnikiem Lotnika Warszawa skąd trafił do Lecha Poznań (jego brat Bogdan w tym czasie grał już w Warcie Poznań). W barwach Lecha Poznań występował w latach 1958–1968 rozgrywając w tym czasie ponad 300 meczów, z czego 61 w najwyższej klasie rozgrywkowej. W tym czasie był podstawowym obrońcą Lecha. 
Zmarł 1 października 2020, krótko po swoim bracie Bogdanie (1932–2020), który zmarł w dniu 14 września.  